# Ла-Серрания
Ла-Серрания (исп. La Serranía) — район (комарка) в Испании, входит в провинцию Гвадалахара в составе автономного сообщества Кастилия-Ла-Манча.

## Муниципалитеты
1. Агилар-де-Ангита
2. Альбендьего
3. Альборека
4. Альколеа-де-лас-Пеньяс
5. Альколеа-дель-Пинар
6. Алькорло
7. Алькунеса
8. Альдеануэва-де-Атьенса
9. Альгора
10. Альмируэте
11. Альпедрете-де-ла-Сьерра
12. Альпедрочес
13. Ангон
14. Ангита
15. Арагоса
16. Арбанкон
17. Арройо-де-Фрагвас
18. Эль-Атансе
19. Атьенса
20. Бальбасид
21. Барбатона
22. Ла-Барболья
23. Босигано
24. Бочонес
25. Ла-Бодера
26. Бухалькайядо
27. Бухаррабаль
28. Бустарес
29. Лас-Кабесадас
30. Кабида
31. Ла-Кабрера
32. Кампильехо
33. Кампильо-де-Ранас
34. Камписабалос
35. Канталохас
36. Каньямарес
37. Карабияс
38. Карденьоса (Гвадалахара)
39. Эль-Кардосо-де-ла-Сьерра
40. Касильяс-де-Атьенса
41. Сендехас-де-Энмедио
42. Сендехас-дель-Падрастро
43. Сендехас-де-ла-Торре
44. Серкадильо
45. Синковильяс
46. Сируэчес
47. Сируэлос-дель-Пинар
48. Кларес
49. Кодес
50. Когольудо
51. Кольменар-де-ла-Сьерра
52. Кондемиос-де-Абахо
53. Кондемиос-де-Арриба
54. Конгострина
55. Корралехо
56. Кортес-де-Тахуния
57. Кубильяс-дель-Пинар
58. Кутамилья
59. Эль-Эспинар
60. Эсплегарес
61. Эстрьенгана
62. Фрагвас
63. Ла-Фуэнсавиньян
64. Гальве-де-Сорбе
65. Гарбахоса (Гвадалахара)Гарбахоса
66. Гаскуэнья-де-Борнова
67. Гихоса
68. Иенделаэнсина
69. Ихес
70. Орна
71. Ла-Ортесуэла-де-Осен
72. Ла-Уэрсе
73. Уэрмесес-дель-Серро
74. Имон
75. Иньестола
76. Лас-Инвьернас
77. Хируэке
78. Хокар
79. Ходра-дель-Пинар
80. Махаэльрайо
81. Маранчон
82. Матальяна
83. Матас
84. Матильяс
85. Масарете
86. Мьедес-де-Атьенса
87. Ла-Миньоса
88. Мохарес
89. Монастерио
90. Моратилья-де-Энарес
91. Морильехо
92. Мурьель (Гвадалахара)Мурьель
93. Нааррос
94. Нава-де-Хадраке
95. Навальпорто
96. Лас-Навас-де-Хадраке
97. Негредо
98. Ла-Ольмеда-де-Хадраке
99. Ольмедильяс
100. Эль-Ордиаль
101. Отер
102. Паланкарес
103. Паласуэлос
104. Пальмасес-де-Хадраке
105. Пелегрина
106. Пеньяльба-де-ла-Сьерра
107. Посанкос
108. Прадена-де-Атьенса
109. Керенсия
110. Ребольоса-де-Хадраке
111. Эль-Рекуэнко
112. Реналес
113. Ретьендас
114. Риба-де-Сантиусте
115. Рибарредонда
116. Рьенда (Гвадалахара)
117. Риофрио-дель-Льяно
118. Риосалидо
119. Робредаркас
120. Робледо-де-Корпес
121. Роблелакаса
122. Робелуэнго
123. Романильос-де-Атьенса
124. Сан-Андрес-дель-Конгосто
125. Сантомера
126. Сантиусте
127. Сантотис
128. Саука (Гвадалахара)
129. Сьенес
130. Сигуэнса
131. Сомолинос
132. Эль-Сотильо
133. Сотодосос
134. Тамахон
135. Ла-Тоба
136. Тордельосо
137. Тордельррабано
138. Торре-де-Вальдеальмендрас
139. Торремоча-де-Хадраке
140. Торремоча-дель-Кампо
141. Ла-Торресавиньян
142. Тортонда
143. Тортуэро
144. Урес
145. Эль-Вадо
146. Валеальмендрас
147. Вальделькубо
148. Вальдепеньяс-де-ла-Сьерра
149. Вальдепинильос
150. Вальдесотос
151. Вальверде-де-лос-Арройос
152. Вегильяс
153. Ла-Вереда
154. Виана-де-Хадраке
155. Ла-Виуэла
156. Вильякадима
157. Вильякорса
158. Вильярес-де-Хадраке
159. Сарсуэла-де-Гальве
160. Сарсуэла-де-Хадраке